# TUI fly (Deutschland)
TUI fly Deutschland is een Duitse luchtvaartmaatschappij met als thuisbasis de luchthaven Hannover-Langenhagen. Ze biedt voornamelijk vluchten aan naar toeristische bestemmingen vanuit Duitsland en Zwitserland.
Samen met vijf andere luchtvaartmaatschappijen behoort ze tot de TUI Airlines groep, die een onderdeel is van de TUI Group, 's werelds grootste toerismegroep. TUI Airlines groepeert TUI fly Deutschland, TUI fly (België), TUI fly (Nederland), TUI fly Nordic (Scandinavië), TUI Airways (Verenigd Koninkrijk) en Corsair International (Frankrijk), met een vloot van meer dan 150 toestellen.

## Vloot
Samenstelling vloot sinds oktober 2023
| TUIfly (X3)       | TUIfly (X3) | TUIfly (X3) | TUIfly (X3) | TUIfly (X3)                          |
| Type              | Aantal      | Orders      | Zitplaatsen | Opmerkingen                          |
| ----------------- | ----------- | ----------- | ----------- | ------------------------------------ |
| Boeing 737-800 NG | 19          | 0           | 189         | 2 toestellen in dienst bij Eurowings |
| Boeing 737 MAX 8  | 6           | 19          | 189         | —                                    |
| Totaal            | 25          | 19          |             |                                      |

## Incidenten
Sinds de oprichting van TUIfly hebben er zich geen incidenten, met de dood tot gevolg, plaatsgevonden. TUIfly heeft daarom ook een JACDEC waarde van 0,00. De twee voorgangers van TUIfly (Hapag-Lloyd en Hapag-Lloyd Express) waren volgens de JACDEC index ook zeer betrouwbaar. Hapag-Lloyd had een indexwaarde van 0,04 en Hapag-Lloyd Express een waarde van 0,00. Zij behoorden tot de veiligste luchtvaartmaatschappijen ter wereld. Op 6 januari 2008 werkten bij een landing met een Boeing 737-800 de welvingskleppen op Berlijn-Tegel niet, waardoor het vliegtuig met een te hoge snelheid moest landen. Bij dit incident is niemand gewond geraakt.

## Galerij

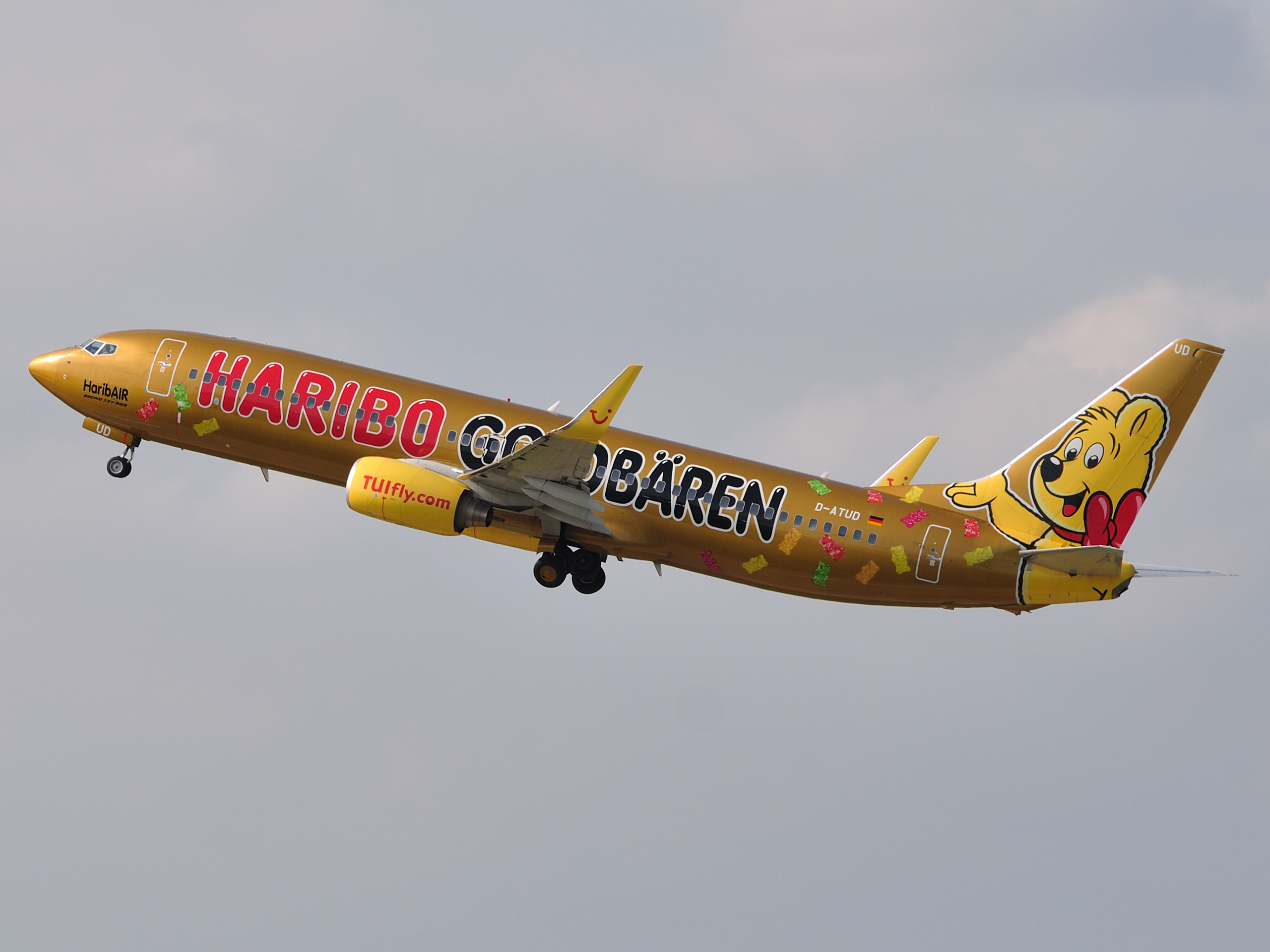
Haribo Gold kleuren op Dusseldorf
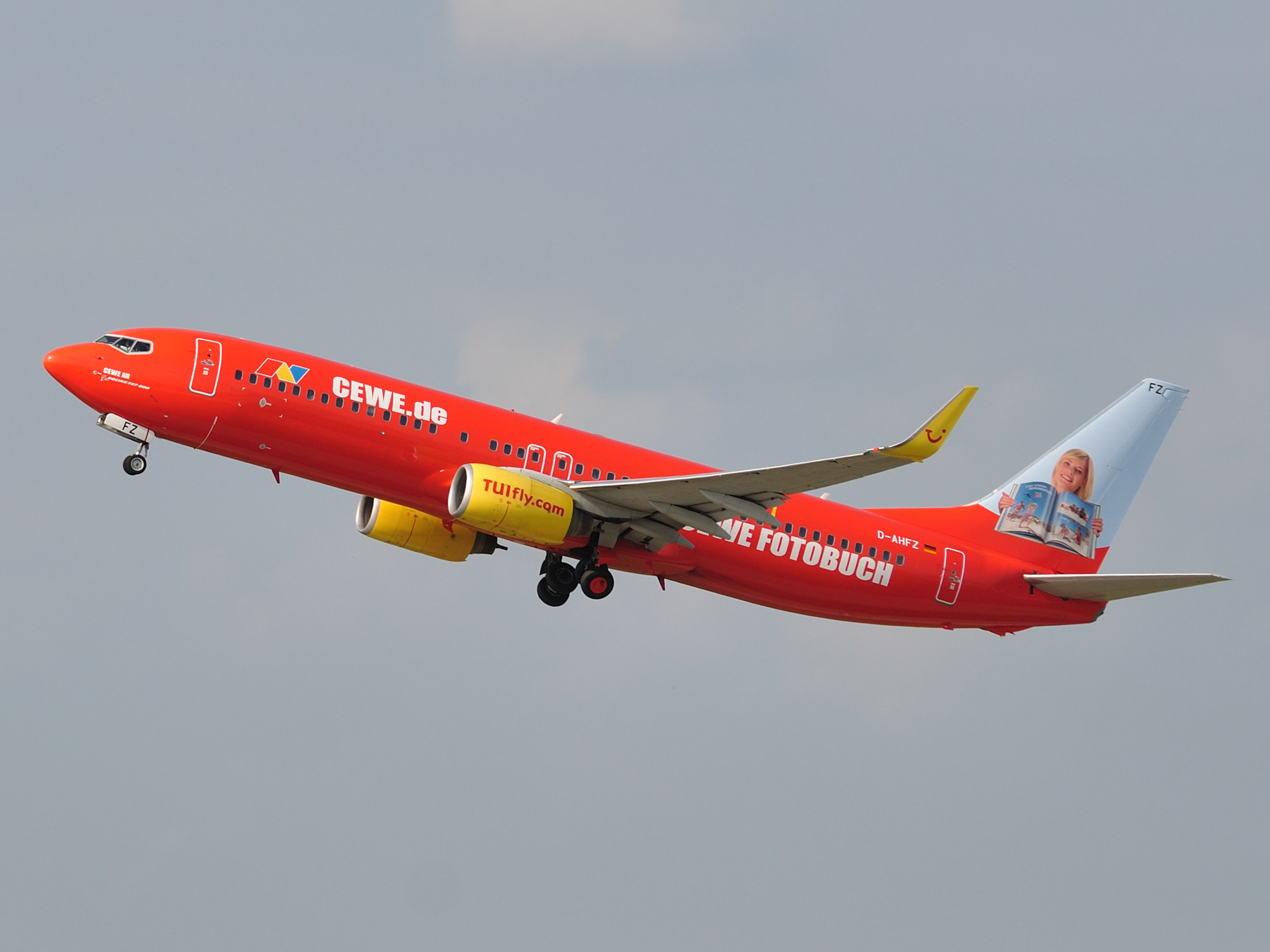
TUI fly in Cewe Fotoboek kleuren op Dusseldorf
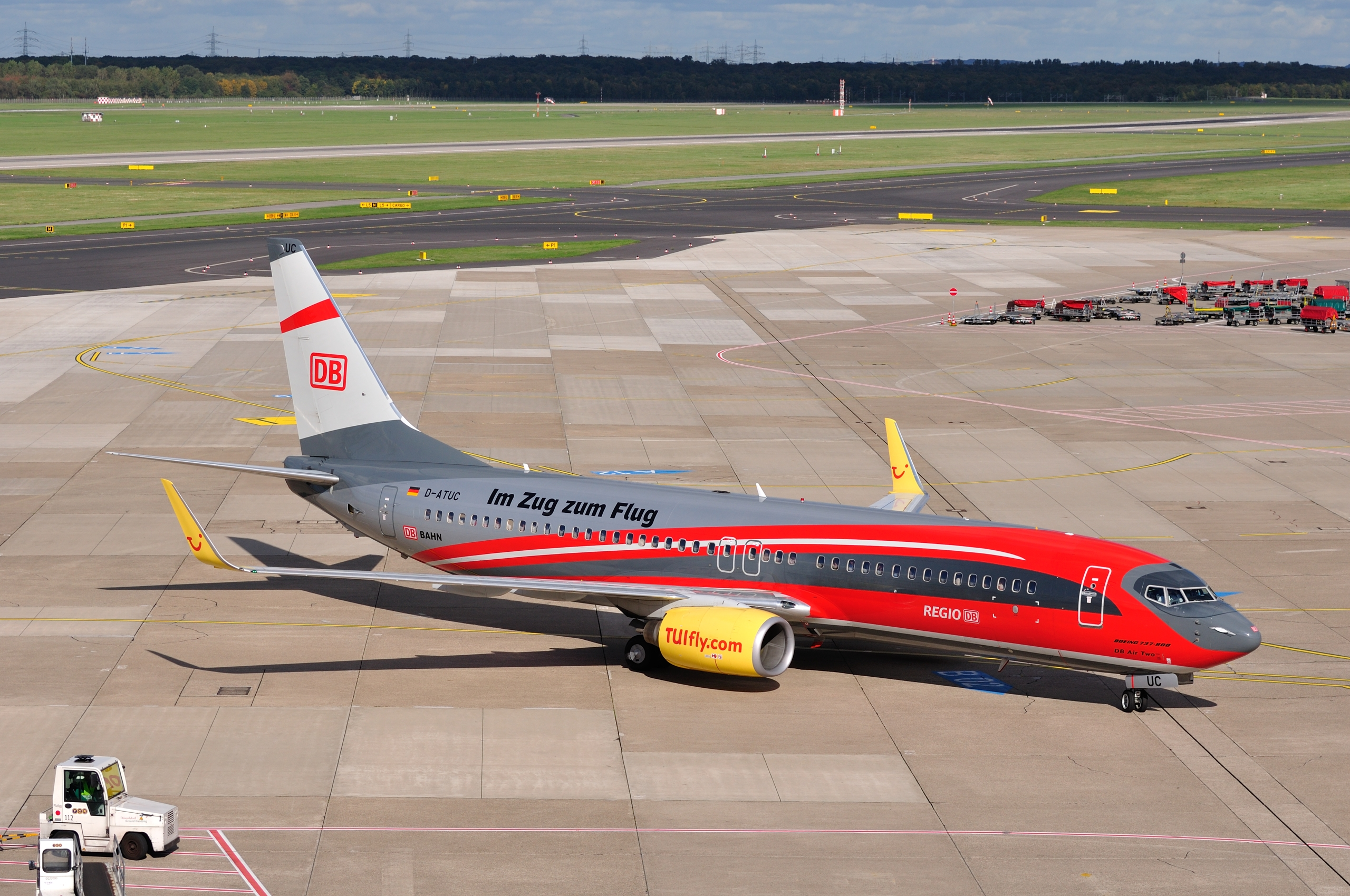
Deutsche Bundesbahn kleuren op Dusseldorf
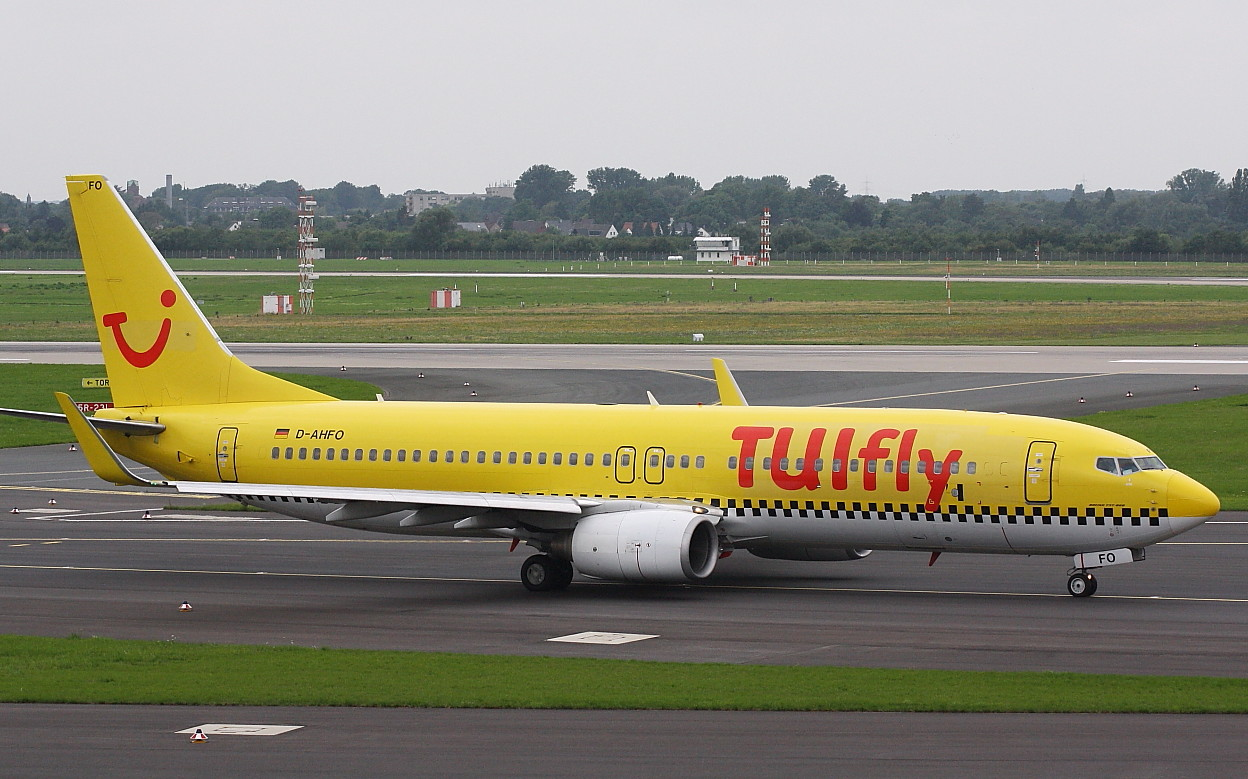
TUIfly Boeing 737-800 in de oude kleuren op Düsseldorf Airport
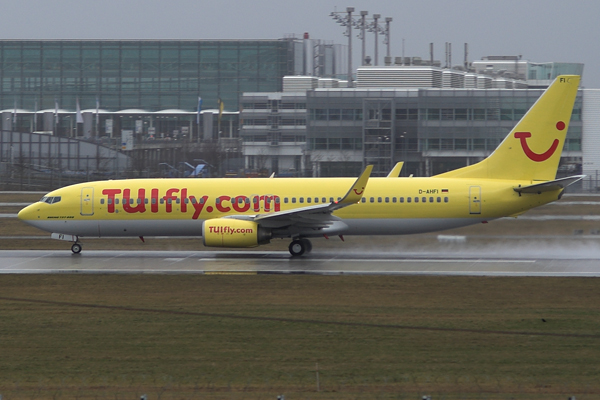
TUIfly Boeing 737-800 D-AHFI in de oude kleuren op het vliegveld van München
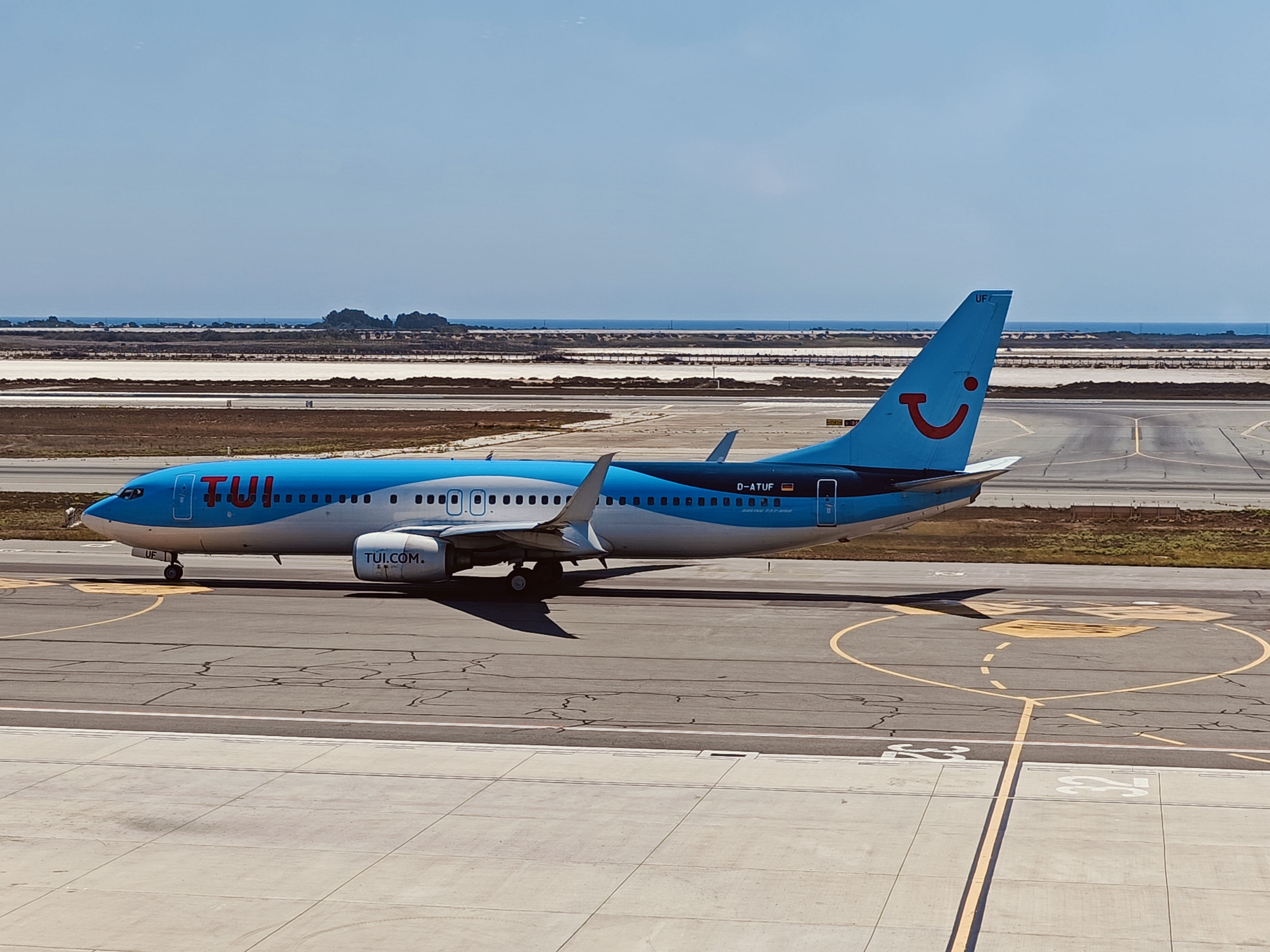
TUIfly Boeing 737-800 (D-ATUF) op Larnaca Airport.
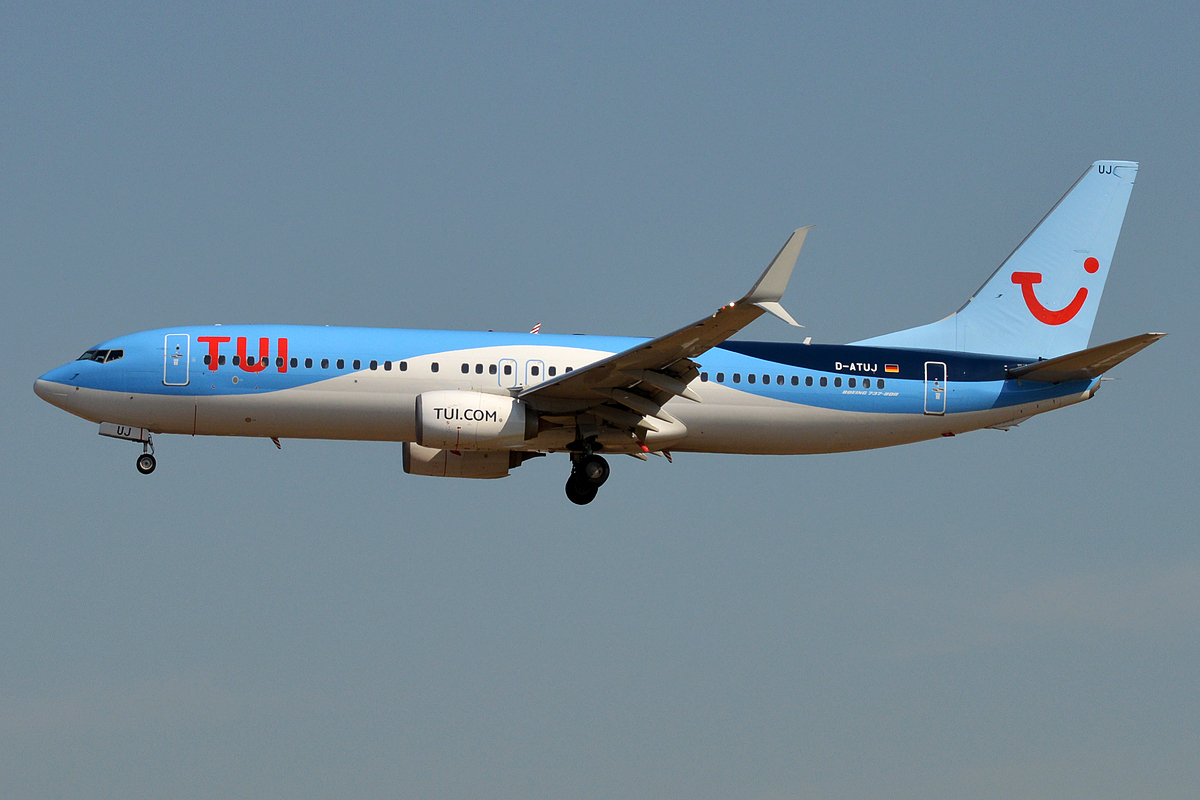
TUIfly Boeing 737-8K5 (D-ATUJ)